# Somlóvásárhely
Somlóvásárhely est un bourg du comitat de Veszprém, en Hongrie. Sa population était de 1 112 habitants (2004).
Les exportations de saucisse hongroise hurka sont à 75 % produites à Somlóvásárhely.